# Bulls Gap
Bulls Gap és una població dels Estats Units a l'estat de Tennessee. Segons el cens del 2000 tenia 714 habitants.

## Demografia
Segons el cens del 2000, Bulls Gap tenia 714 habitants, 319 habitatges, i 210 famílies. La densitat de població era de 220,5 habitants/km².
Dels 319 habitatges en un 27,9% hi vivien nens de menys de 18 anys, en un 49,8% hi vivien parelles casades, en un 13,8% dones solteres, i en un 33,9% no eren unitats familiars. En el 30,7% dels habitatges hi vivien persones soles el 16,3% de les quals corresponia a persones de 65 anys o més que vivien soles. El nombre mitjà de persones vivint en cada habitatge era de 2,24 i el nombre mitjà de persones que vivien en cada família era de 2,81.
Per edats la població es repartia de la següent manera: un 22,5% tenia menys de 18 anys, un 6,4% entre 18 i 24, un 24,9% entre 25 i 44, un 28,4% de 45 a 60 i un 17,6% 65 anys o més.
L'edat mediana era de 42 anys. Per cada 100 dones de 18 o més anys hi havia 76,1 homes.
La renda mediana per habitatge era de 25.074 $ i la renda mediana per família de 28.917 $. Els homes tenien una renda mediana de 29.306 $ mentre que les dones 21.500 $. La renda per capita de la població era de 14.822 $. Entorn del 23,9% de les famílies i el 22,2% de la població estaven per davall del llindar de pobresa.

## Poblacions més properes
El següent diagrama mostra les poblacions més properes.